# Blåhatjordbi
Blåhatjordbi (Andrena hattorfiana) er en bi, som er lidt større end en honningbi, op til ca. 16 millimeter lang. Den tilhører familien gravebier og graver sine redegange i jordbunden. Dens larve lever kun af nektar fra visse blomster i kartebollefamilien, i Danmark mest hyppigst blåhat, men også de sjældnere djævelsbid og dueskabiose. De voksne bier spiser også nektar fra andre planter.